# Amalie Sophie von Wallmoden
Amalie Sophie von Wallmoden   (Hannover, 1 d'abril de 1704 - Hannover, 19 d'octubre de 1765) comtessa de Yarmouth, nascuda Amalie von Wendt, va ser la principal mestressa del rei Jordi II des de mitjans de la dècada de 1730 fins a la seva mort el 1760. Pertanyía a una família destacada de l'electorat de Hannover, i es va casar amb una altra, el 1740 es va convertir en súbdit naturalitzat de Gran Bretanya i se li va concedir una noblesa de per vida, amb el títol de "comtessa de Yarmouth", convertint-se en l'última mestressa reial a ser tan honrada. Va romandre a Anglaterra fins a la mort el 1760 del rei Jordi II, del qual es creu que va tenir el seu segon fill, Johann Ludwig, comte imperial de Wallmoden-Gimborn. Va tornar a Hannover per a la resta de la seva vida i va sobreviure al rei durant gairebé cinc anys.

## Biografia
Va néixer Amalie Sophie Marianne von Wendt, filla del general de Hannover Johann Franz Dietrich von Wendt (1675-1748) i de la seva dona, Friderike Charlotte von dem Bussche-Ippenburg (1684-1762). Ehrengard Melusine von derschulenburg, duquessa de Kendal, ens diu alguna cosa. Va entrar a la casa de Wallmoden el 1727 amb el seu matrimoni amb el comte Gottlieb Adam von Wallmoden-Gimborn (1704-1752), fill del comte Ludwig Achaz von Wallmoden-Gimborn (m. 1730) i la seva dona, Anna Elisabeth von Heimburg (1697 - 1727). 1738). Junts, van tenir un fill, el comte Franz Ernst von Wallmoden (1728-1776). Va ser descrita l'any 1738 en una carta a Charles, vescomte Townshend com una morena amb "bells ulls negres", "molt ben formada, ni alta ni baixa; no té trets bons, però en general molt agradable".
George II va ser atret per primera vegada per la comtessa Wallmoden el 1735, durant una visita a Hannover, on vivia amb el seu marit. El 1736, va tenir un fill, anomenat Johann Ludwig Graf von Wallmoden-Gimborn, que es diu que era el fill il·legítim no reconegut del rei. El 1738, les visites de Jordi II a Hannover per veure la seva amant van ser tan nombroses que van convidar a la sàtira de Samuel Johnson en el poema "Londres". El rei va posar fi a la necessitat d'aquestes visites després de la mort de la seva dona Caroline d'Ansbach el novembre de 1737, enviant a buscar la comtessa Wallmoden per unir-se a ell a Anglaterra, però no va posar fi a la desaprovació de Johnson. El 1739, Johnson va escriure de manera mordaç sobre la relació del rei amb Wallmoden:{{Cita|"Els seus fills torturats moriran davant seu / Mentre ell s'estira fonent-se en una abraçada lasciva".
El 1739, Amalie von Wallmoden es va divorciar del seu marit. El 1740, va ser naturalitzada i se li va donar el títol no hereditari de Comtessa de Yarmouth, l'última mestressa reial que va rebre aquest honor.[2] Va ser designada oficialment Amalie Sophie von Wallmoden per ocultar la qüestió del seu estat civil. Robert Walpole va indicar que el seu enfocament principal era agradar al rei, tot i que també es deia que estava interessada en l'atorgament de noblesa, segons se suposa que va participar en la creació d'una baronia per a Stephen Fox-Strangways el 1741 i en el títol acabat de crear, del vescomte Folkestone per Jacob des Bouverie el 1747.
Després de la mort del rei el 25 d'octubre de 1760, Amalie von Wallmoden va tornar a Hannover. Va morir el 19 o 20 d'octubre de 1765 d'un càncer de mama, als 61 anys.